# Jacota
Jacota – wieś w Rumunii, w okręgu Suczawa, w gminie Vulturești. W 2011 roku liczyła 186 mieszkańców. 